# VietnamPlus
VietnamPlus hay Vietnam+ là báo điện tử chính thức của Thông tấn xã Việt Nam, với chức năng và nhiệm vụ thông tin, tuyên truyền về đường lối, chủ trương, chính sách, pháp luật của Đảng Cộng sản Việt Nam, Nhà nước Cộng hòa xã hội chủ nghĩa Việt Nam, về các sự kiện thời sự chính trị, kinh tế, văn hóa, xã hội diễn ra trên đất nước Việt Nam và thế giới theo quan điểm của Đảng và Nhà nước.
VietnamPlus đồng thời cung cấp nội dung các ấn phẩm của Thông tấn xã Việt Nam bằng tiếng Việt, tiếng Anh, tiếng Pháp, tiếng Tây Ban Nha, tiếng Nga, tiếng Trung Quốc, phục vụ nhu cầu thông tin của độc giả trong và ngoài nước; là tòa soạn đáp ứng các lĩnh vực đa dạng trong xã hội của đất nước, hướng tới công nghệ và phát triển.

## Lịch sử
Báo điện tử VietnamPlus được thành lập ngày 15 tháng 9 năm 2008 và chính thức hoạt động vào ngày 13 tháng 11 năm 2008. Ngay từ khi mới thành lập, VietnamPlus đã có sự hỗ trợ của mạng lưới phóng viên rộng khắp với trên 1.300 phóng viên, biên tập viên tại 63 tỉnh, thành phố và 30 phân xã tại nước ngoài trải đều trên năm châu lục của Thông tấn xã Việt Nam. Thời kỳ đầu, các bản tin tiếng Việt của Thông tấn xã Việt Nam phát trên mạng Internet tại địa chỉ vnanet.vn trực tiếp do Ban Biên tập tin Đối ngoại quản lý, VietnamPlus phụ trách xây dựng trang báo điện tử chính thức duy nhất của Thông tấn xã Việt Nam tại địa chỉ www.vietnamplus.vn – là báo điện tử nhiều ngôn ngữ nhất của Việt Nam khi đó gồm tiếng Việt, tiếng Anh, tiếng Pháp, tiếng Tây Ban Nha. VietnamPlus được bổ sung thêm tiếng Trung vào năm 2010 và tiếng Nga vào năm 2020.

### Khó khăn ban đầu
Theo các giấy phép thành lập ban đầu của VietnamPlus gồm giấy phép thành lập ký ngày 11 tháng 9 năm 2008 và giấy phép ký ngày 12 tháng 11 năm 2014 của Bộ Thông tin và Truyền thông, báo điện tử VietnamPlus có nhiệm vụ thông tin tuyên truyền, phổ biến chủ trương, đường lối, chính sách; thông tin về các lĩnh vực của xã hội phù hợp với chủ trương, đường lối chính sách đối ngoại của Đảng và Nhà nước; cung cấp nội dung các ấn phẩm của Thông tấn xã Việt Nam.
Những năm đầu gây dựng trang báo, VietnamPlus đã gặp nhiều khó khăn, từ cơ sở vật chất, trang thiết bị, con người và đặc biệt là những trục trặc về mạng kỹ thuật, thậm chí tình trạng hoàn toàn không thể truy cập vào trang đã diễn ra trong nhiều tuần liền. Bên cạnh hạ tầng kỹ thuật quá nhiều bất cập, nguồn nhân lực hạn chế, chắp vá cũng là một khó khăn vô cùng lớn của tòa soạn thời kỳ này.

### Quá trình phát triển
VietnamPlus sau khó khăn ban đầu đã thể hiện khả năng phát triển vượt bậc chỉ sau một năm đầu vận hành (2009). Bằng những nỗ lực vượt bậc, vừa làm tròn trọng trách của một trang báo điện tử chính thức duy nhất của Thông tấn xã Việt Nam, vừa sáng tạo đổi mới không ngừng cả về nội dung, văn phong, đặc biệt là công nghệ, VietnamPlus đã tạo dựng và duy trì được thương hiệu trang báo điện tử chính thống hàng đầu trong nước, tạo được sức hút đối với độc giả và quan trọng hơn là góp phần định hướng thông tin đúng đắn theo đường lối của Đảng và Nhà nước, trở thành địa chỉ tin cậy của độc giả và nguồn tin của nhiều cơ quan báo chí trong nước và quốc tế, góp phần quảng bá, nâng tầm thương hiệu Thông tấn xã Việt Nam.
Năm 2010 đánh dấu một năm đột phá của VietnamPlus khi có đến chín sản phẩm báo chí mới được sáng lập trong vòng 12 tháng. Năm 2011, tòa soạn đạt được những thành công về các tuyến thông tin quốc tế được coi là nhanh và nhiều nhất tại Việt Nam; năm 2012 và 2013 là thời gian đạt hiệu quả rất cao về kinh tế báo chí bằng nhiều dự án với các đối tác trong nước và nước ngoài, lớn nhất là dự án lớn với đối tác Nhật Bản vào cuối năm 2011 và kéo dài trong hai năm. Cũng trong năm 2012, VietnamPlus là đơn vị đầu tiên tại Việt Nam thử nghiệm thu phí trên báo điện tử theo hình thức bán lẻ từng bài trên ứng dụng mobile từ ngày 01 tháng 8 năm 2012, phối hợp cùng công ty công nghệ ePI. Các ứng dụng mới bao gồm ứng dụng thể thức điện thoại được xây dựng mà mở rộng hướng phát triển.
Năm 2013 đánh dấu sự phát triển đáng kể về công nghệ của VietnamPlus với việc thay đổi giao diện mới thiết kế hiện đại, tiện ích, phù hợp với xu hướng phát triển báo điện tử đa phương tiện, thân thiện với độc giả và trợ giúp đắc lực cho việc phát huy lợi thế kho tin nguồn khổng lồ của Thông tấn xã Việt Nam. Với 63 trang địa phương được xây dựng như những mini-website, gần 200 trang quốc gia, thông tin được sắp xếp theo các mục tương tự như trang chủ VietnamPlus về đầy đủ các vấn đề chính trị, kinh tế, văn hóa, thể thao, đi theo xu hướng địa phương hóa tin tức ngày càng tăng trong báo chí thế giới.
Báo điện tử VietnamPlus trở thành đối tác chính thức của Microsoft, tham gia vận hành trang MSN Vietnam từ năm 2014 và thỏa thuận này kéo dài trong vòng bốn năm. Trong năm 2014, VietnamPlus bắt đầu sử dụng máy bay điều khiển từ xa và ảnh 360 độ trong hoạt động tác nghiệp của phóng viên. Tháng 3 năm 2015, VietnamPlus bắt đầu đưa bản tin lên màn hình LED cạnh hồ Hoàn Kiếm ở trung tâm Thủ đô Hà Nội, và lần đầu tiên giới thiệu loại hình tin tức dưới dạng trò chơi (news game) ở Việt Nam nhân một năm sự kiện máy bay Malaysia MH370 mất tích.
Từ tháng 8 năm 2016, tòa soạn bắt đầu sản xuất các tác phẩm báo chí dưới dạng mega story – hình thức thể hiện mới mẻ tích hợp cả thông tin dạng text, ảnh, video clip, đồ họa trong cùng một tác phẩm. VietnamPlus được coi là đơn vị đi tiên phong ở Việt Nam về thể loại báo chí sáng tạo này, nhiều tác phẩm mega story được xây dựng cực kỳ công phu, với sự tham dự của hàng chục phóng viên, biên tập viên, nhân viên lập trình, nhân viên thiết kế đồ họa, có nhiều phiên bản ngôn ngữ. VietnamPlus cũng là đơn vị báo chí đầu tiên thử nghiệm loại hình video 360 độ.
Năm 2017 là năm đánh dấu việc VietnamPlus triển khai áp dụng thành công loại hình báo chí dữ liệu (data journalism). VietnamPlus sử dụng các công cụ online để tạo ra các sản phẩm long-form, megastory (công cụ Atavist), hoặc báo chí dữ liệu (Infogram, Visme, Piktochart), video (công cụ Wochit), nhờ đó bất kỳ phóng viên nào của tòa soạn cũng tạo ra được những sản phẩm thông tin chất lượng cao và đẹp mắt mà không cần đến nhân viên lập trình.
Tháng 6 năm 2018, VietnamPlus trở thành đơn vị báo chí đầu tiên tại Việt Nam chính thức áp dụng thu phí đọc báo điện tử – một xu hướng đang ngày càng lan rộng trên thế giới mà VietnamPlus từng thử nghiệm bền bỉ từ thời kỳ 2012. Năm 2018 này cũng là năm kỷ niệm 10 năm thành lập của VietnamPlus, đánh dấu chặng đường phát triển vững mạnh, đạt được nhiều thành tích về cả chức năng lẫn sáng tạo, được nhận nhiều đánh giá cao của các tòa soạn.

### Định hướng
Tháng 10 năm 2017, Thủ tướng Chính phủ Nguyễn Xuân Phúc chính thức phê duyệt Đề án phát triển một số báo in và báo điện tử đối ngoại quốc gia của Thông tấn xã Việt Nam đến năm 2020, tầm nhìn đến năm 2030, với mục tiêu đưa VietnamPlus trở thành một trong năm báo điện tử có lượng truy cập cao nhất từ nước ngoài. Đề án cũng đặt mục tiêu từ nay đến năm 2020, báo in Việt Nam News, tạp chí in Báo ảnh Việt Nam và báo điện tử VietnamPlus của Thông tấn xã Việt Nam phát triển thành các báo in và báo điện tử đối ngoại quốc gia có tầm ảnh hưởng trong khu vực và trên thế giới.

## Các ứng dụng của VietnamPlus

### Ứng dụng kết hợp
Hợp tác AFP: tháng 6 đến tháng 8 năm 2010, VietnamPlus đã hợp tác với hãng tin AFP của Pháp để khai trương ứng dụng dịch vụ thông tin đồ họa tương tác đầu tiên tại Việt Nam về giải World Cup và các giải bóng đá ngoại hạng châu Âu, và dịch vụ đồ họa tĩnh. Đây là giai đoạn hợp tác sâu rộng khi AFP là hãng thông tấn lâu đời nhất trên thế giới. AFP là hãng thông tấn lớn thứ ba trên thế giới, đứng sau AP và Reuters, đồng thời là nguồn tin tiếng Pháp lớn nhất thế giới.
Kỷ niệm lịch sử: tháng 10 năm 2010, trang web đa ngữ nhân sự kiện 1000 năm Thăng Long – Hà Nội trong đó có cả bản tiếng Nhật. VietnamPlus trong năm đó còn bán được một ứng dụng điện thoại di động cho doanh nghiệp là Petrovietnam.
Ứng dụng kết hợp người Việt hải ngoại: ngày 09 tháng 12 năm 2010, VietnamPlus khai trương trang web vietkieu.info về chủ đề người Việt ở nước ngoài, với mục tiêu tăng cường thông tin, trao đổi, duy trì và giữ vững tinh thần hướng về đất nước Việt Nam của người Việt khắp thế giới.

### Ứng dụng linh hoạt
VietnamPlus Mobile: ứng dụng đặc biệt như VietnamPlus Mobile hệ đa ngữ vô cùng độc đáo chạy mượt mà trên cả những điện thoại thế hệ cũ, không phải là điện thoại thông minh, thu hút đến gần 500.000 lượt download tính đến cuối năm 2013.
RapNewsPlus: tháng 11 năm 2013, nhân kỷ niệm năm năm thành lập, VietnamPlus tung ra sản phẩm sáng tạo RapNewsPlus gây chấn động ngành báo chí Việt Nam và thế giới, sử dụng âm nhạc để đưa tin tức đến với độc giả, nhất là người dùng trẻ tuổi. Bản RapNewsPlus số đầu tiên đạt một triệu lượt xem trên tất cả các nền tảng chỉ trong vòng 48 giờ. RapNewsPlus đã được nhiều cơ quan báo chí trong nước và quốc tế chú ý, giới thiệu, như BBC, Guardian (Anh), VOA (Hoa Kỳ), Deustche Welle (Đức), Canal+ (Pháp), NHK (Nhật Bản).
Raovat: cuối năm 2014, tòa soạn khai trương trang quảng cáo Raovat, hợp tác cùng hãng Rubrikk của Na Uy, một dịch vụ vẫn hoạt động ổn định cho đến ngày nay. Tháng 7 năm 2015, tòa soạn bắt đầu dự án Photography4Teachers dạy kỹ năng chụp ảnh miễn phí cho giáo viên mầm non tại một số trường ở Hà Nội và sau đó mở rộng sang cho đội ngũ truyền thông ở một số bệnh viện. Năm 2016, một loạt thử nghiệm của tòa soạn được triển khai: in tin VietnamPlus lên hóa đơn của hệ thống siêu thị Vinmart; thử nghiệm loại thông tin giải trí hài hước KomedyNewsPlus, thử nghiệm loại hình phát thanh cho thiếu niên TeenPlus Radio.
Chatbot: tháng 11 năm 2018, VietnamPlus ra mắt sản phẩm chatbot tự động tương tác với độc giả, đánh dấu bước tiến mới của tòa soạn trong việc ứng dụng cách mạng công nghiệp 4.0 trong báo chí.

## Tổ chức
VietnamPlus có trụ sở ở số 05 đường Lý Thường Kiệt, quận Hoàn Kiếm, Thủ đô Hà Nội. Ban lãnh đạo hiện nay bao gồm:
- Tổng biên tập: Trần Tiến Duẩn (từ tháng 4 năm 2018).
- Phó Tổng biên tập: Đoàn Ngọc Thu, Nguyễn Thị Tám, Nguyễn Hoàng Nhật.
- Trợ lý Tổng Biên tập: Khúc Thanh Thủy, Nguyễn Thị Bích Thuận.

Tòa soạn bao gồm ba phòng chính:
- Phòng Biên tập: Trường phòng Trần Thúy Hà; Phó phòng Võ Hoàng Long, Hoàng Thị Phương Trang.
- Phòng Tổng hợp: Trưởng phòng Vũ Thị Thanh Vân.
- Phòng Phóng viên: Trưởng phòng Nguyễn Mỹ Bình; Phó phòng Phạm Trung Hiền.

Tổng Biên tập đầu tiên của VietnamPlus là ông Lê Quốc Minh, được bổ nhiệm làm Phó Tổng Giám đốc của Thông tấn xã Việt Nam vào tháng 11 năm 2017, được bầu cử vị trí Bí thư Đảng ủy Thông tấn xã Việt Nam từ ngày 14 tháng 8 năm 2020.

## Thành tích và giải thưởng

### Giải thưởng quốc tế và xã hội
- Vào năm 2014, RapNewsPlus đã giành giải nhất ở thể loại Digital First trong khuôn khổ Giải thưởng Độc giả Trẻ Thế giới, giải thưởng thường niên của Hiệp hội các Nhật báo và Nhà xuất bản tin tức Thế giới (WAN-IFRA).[30]
- Năm 2015, VietnamPlus đoạt giải nhất Giải thưởng toàn quốc về thông tin đối ngoại cho Bản tin nhạc rap Biển Đông với 12 ngôn ngữ (tiếng Việt, Anh, Trung, Nhật, Arab, Pháp, Tây Ban Nha, Bồ Đào Nha, Italy, Hàn, Bahasa-Malaysia và tiếng Nga) – là sản phẩm truyền thông độc đáo, mang tính chính trị, tính chuyên môn, tính định hướng đi cùng tính giải trí; tạo sức mạnh lan tỏa trong đấu tranh bảo vệ chủ quyền biển đảo.[31]
- Năm 2015, VietnamPlus được WAN-IFRA chọn là một trong năm tòa soạn nhỏ nhưng sáng tạo nhất thế giới trong ấn phẩm Xu hướng Tòa soạn 2015.[32]
- Năm 2018, VietnamPlus đã trở thành cơ quan báo chí chính thống đầu tiên của Việt Nam sử dụng chatbot để kết nối với độc giả. Sản phẩm này đã đoạt giải thưởng xuất sắc chất lượng thông tấn tại Hội nghị Ban Chấp hành Tổ chức các Hãng thông tấn khu vực châu Á – Thái Bình Dương (OANA) lần thứ 44 tổ chức ở Hà Nội vào tháng 4 năm 2019.[33] Giải thưởng được trao tại Đại hội đồng lần thứ 17 ở Seoul, Hàn Quốc vào tháng 11 năm 2019.[34] Báo điện tử VietnamPlus là một trong những đơn vị báo chí đầu tiên ở Việt Nam sản xuất các chương trình podcast và bắt đầu phát podcast vào tháng 1 năm 2020 trên website cũng như các nền tảng Spotify, Apple, Alexa và Google.
- Tính đến năm 2020, VietnamPlus đã tám năm liên tiếp đoạt Giải báo chí quốc gia, trong đó, riêng năm 2017 đoạt cả ba giải A, B, C trong thể loại báo điện tử. VietnamPlus cũng liên tục đoạt giải cao ở tất cả các mùa giải của Giải thưởng toàn quốc về thông tin đối ngoại cũng như nhiều giải báo chí khác.[35]
- Năm 2025, VietnamPlus được WAN-IFRA vinh danh ở hạng mục “Sản phẩm Số sáng tạo nhất” với tác phẩm “70 năm giải phóng Thủ đô: Hà Nội linh thiêng và hào hoa” trong khuôn khổ Giải thưởng Truyền thông số châu Á năm 2025.[36]

### Tặng thưởng của Đảng, Nhà nước
Báo điện tử VietnamPlus đã được Đảng, Nhà nước tặng các giải thưởng:
- Cờ Thi đua Chính phủ: 03 lần vào các năm 2010, 2012, 2016.[37]
- Bằng khen của Thủ tướng Chính phủ hoạt động xuất sắc năm 2012.[37]
- Huân chương Lao động hạng Ba vào năm 2013.[38]
- Huân chương Lao động hạng Nhì vào năm 2018.[38]